# Порт о Пренс
Порт о Пренс (на френски: Port-au-Prince – Пристанище на принца; на хаитянски креолски: Pòtoprens) е столицата и най-големият град в Хаити.
Разположен е в южната част на държавата и е основен административен, индустриален и транспортен център на страната. Населението на града се оценява на около 2,5 милиона души, въпреки че по официални данни то е по-малко. Градът е основан през 1749 г. от французи.

## История
Преди да бъде основан Порт о Пренс, няма данни на негово място да е съществувало друго селище. Първоначално испанските колонизатори основават град, наречен Санта Мария де ла Пас Вердадера, който е изоставен след едва няколко години. Не след дълго на същото място възниква градчето Санта Мария дел Пуерто. През 1535 г. французите, а след това през 1592 г. и англичаните, го изравняват със земята. Заради тези набези през 1606 г. испанците решават да изоставят региона.
След няколко неуспешни опити на французите да създадат столица на острова и да затегнат контрола върху новата си колония, през 1749 г. на картата се появява Порт о Пренс. Името си градът получава от името на първия акостирал там френски кораб и в превод означава Пристанищетo на принца.

## Икономика
Порт о Пренс е най-големият икономически и финансов център в страната. Днес през него се изнася кафе и захар, а в близкото минало – обувки и топки за бейзбол. В града има фабрики за хранителни изделия, както и за сапун, дрехи и цимент.
Въпреки политическите проблеми столицата на Хаити привлича туристи и инвестиции. Преди време в града акостирали и круизи с туристи, но заради политическата нестабилност вече няма туристи, пристигащи по море. Въпреки че според официалните данни безработицата е голяма, докато се разхождаш по пълните с живот улици, не можеш да не забележиш десетките лъчезарни хора, които продават стоки и сувенири.

## Население
Населението на столицата на Хаити е повече от 2 милиона души, а някои дори предполагат, че надминава 3 милиона заради прииждащите хора от по-бедните райони на страната.
Както в Порт о Пренс, така и в цялата страна населението е чернокожо, потомци на докараните през колониалната епоха роби от Африка. Има и много малък брой мулати, европейци и хора от Близкия изток – сирийци и ливанци предимно.
През 2003 г. за официална религия в Хаити е обявен култът вуду. Изпълняват се вуду ритуали и празници, но същевременно се почитат и католическите празници.
Голяма част от предимно бедното градско население живее в гета, като Ла Салин, което се намира точно до градския център. Сите Солей е най-бедният и опасен квартал на Порт о Пренс. Всъщност като цяло в града преобладават гетата и опасните райони, но има и квартали за по-заможните граждани предимно от бялата раса. Петионвил е известен с луксозните си вили, гледащи към останалата част от града, но и в този квартал има чернокожи, дошли от бедните селски райони, където земята вече е изтощена и на нея не може да расте нищо. Правителството не може да спре наплива на провинциалистите, които се настаняват и в богаташки делови квартали като Делмас. Повечето мулати в града живеят точно в тези квартали. Столицата може да се похвали с няколко квартала, където престъпността е значително по-малка, отколкото в центъра на града.
Макар че почти целият град е съставен от бедняшки квартали, в които на границата на жизнения минимум живее 90% от населението на града, правителството е започнало програми за модернизиране на столицата, като вече в някои райони е започнало изграждане на луксозни апартаменти и офиси. През 2007 г. започва строеж на нови терминали на Международното летище на Порт о Пренс.
Сегашният кмет на града е Жан Ив Ясон. Градът е разделен на райони, всеки от които има свой кмет. На площад „Шан де Марс“ се намира сградата на парламента. Все още се намират умиротворителни сили на ООН, които се опитват да запазят политическата стабилност в страната.

## Транспорт
Повечето транспортни мрежи в страната, включително и три магистрали, водят към или излизат от столицата и продължават до по-големите градове. Най-популярният транспорт както в столицата, така и в страната, е тап-тап – раздрънкана смесица между автобус и камион, в който могат да се съберат до тридесет души.

## Образование
В Порт о Пренс има както училища за начално и средно образование, така и за висше образование. В града функционират 2 чуждестранни университета, както и националният университет на Хаити, основан едва през 1944. Там работят и религиозни академии от Канада, Франция и др. страни – например колежът „Мари-Ан“, институтите „Сан Луи де Гонзаге“ и „Сант Роз де Лима“ и др.
Министерството на образованието на Хаити също се намира в центъра на града близо до сградата на правителството. Хаитиянската група за изследване и подпомагане на педагогическите дейности също е помогнала за откриването на начални учебни заведения в града. Канцеларията на ЮНЕСКО в Порт о Пренс е подела много инициативи с цел подобряване на образованието, тъй като Хаити се смята за страната с най-висок процент неграмотност в Западното полукълбо – от 51% по официални данни до 90% по данни на дружества.

## Култура
В столицата има много стари катедрали, като Катедралата на Порт о Пренс. Работят и много музеи, в някои от които се излагат вещи на президента Анри Кристоф и части от кораба „Санта Мария“ на Кристофор Колумб. Важни обекти са също Националната библиотека и Националният архив.